# Josef Věnsek
Josef Věnsek (* 27. června 1967 Ostrava) je bývalý československý a český zápasník–judista, účastník olympijských her v roce 1992.

## Sportovní kariéra
S judem začínal v klubu Baník Ostrava ve 12 letech pod vedením Jindřicha Kaděry. Na základní vojenskou službu narukoval do Banské Bystrice, kde se v armádním vrcholovém sportovním centru připravoval do zániku Československa v roce 1993. Posléze se přesunul do Hradce Králové, kde se připravoval v policejním vrcholovém centru. V československé reprezentaci se pohyboval od roku 1987, ale kvůli častým zraněním se poprvé objevil na mistrovství Evropy v roce 1990. V roce 1991 se připravil na domácí mistrovství Evropy v Praze a obsadil druhé místo. Na podzimním mistrovství světa v Barceloně vybojoval sedmým místem účast na olympijských hrách v Barceloně v roce 1992, kde vypadl ve třetím kole s Finem Jormou Korhonenem. V roce 1996 měl ve svých rukou postup na olympijské hry v Atlantě, ale v rozhodujícím turnaji mistrovství Evropy v Haagu vypadl v úvodním kole s Davorem Vlaškovacem z Bosny a Hercegoviny a na olympijské hry se nekvalifikoval. V dalších letech jeho výkonnost postupně klesala kvůli vleklým zraněním a v roce 1999 s ním v Hradci Králové neprodloužili smlouvu. Sportovní kariéru ukončil v roce 2000. Žije ve Spojených státech jako podnikatel.

## Výsledky
| Turnaj             | 1984       | 1985       | 1986       | 1987       | 1988       | 1989       | 1990       | 1991       | 1992       | 1993       | 1994       | 1995       | 1996       | 1997       | 1998       | 1999       | 2000       |
| Turnaj             | 17         | 18         | 19         | 20         | 21         | 22         | 23         | 24         | 25         | 26         | 27         | 28         | 29         | 30         | 31         | 32         | 33         |
| Turnaj             | lehká váha | lehká váha | lehká váha | lehká váha | lehká váha | lehká váha | lehká váha | lehká váha | lehká váha | lehká váha | lehká váha | lehká váha | lehká váha | lehká váha | lehká váha | lehká váha | lehká váha |
| ------------------ | ---------- | ---------- | ---------- | ---------- | ---------- | ---------- | ---------- | ---------- | ---------- | ---------- | ---------- | ---------- | ---------- | ---------- | ---------- | ---------- | ---------- |
| Olympijské hry     | —          |            |            |            | —          |            |            |            | úč.        |            |            |            | —          |            |            |            | —          |
| Mistrovství světa  |            | —          |            | —          |            | —          |            | 7.         |            | úč.        |            | úč.        |            | úč.        |            | úč.        |            |
| Mistrovství Evropy | —          | —          | —          | —          | —          | —          | 7.         | 2.         | úč.        | 7.         | 5.         | —          | úč.        | —          | úč.        | úč.        | úč.        |
| MS juniorů         |            |            | 7.         |            |            |            |            |            |            |            |            |            |            |            |            |            |            |
| ME juniorů         | úč.        | —          | 5.         | ?          |            |            |            |            |            |            |            |            |            |            |            |            |            |